# Sicherheitseffekt
Als Sicherheitseffekt (engl. certainty effect) wird eine kognitive Verzerrung bezeichnet, dass Menschen bei einer Entscheidung unter Unsicherheit den Unterschied zwischen zwei Wahrscheinlichkeiten dann wesentlich höher bewerten, wenn dadurch absolute Gewissheit erreicht werden kann. So wird ein Übergang von 99 auf 100 Prozent als gewichtiger bewertet als einer von 50 auf 51 Prozent. Während dieser lediglich eine quantitative Verbesserung ist, stellt jener einen qualitativen Übergang dar.
In ähnlicher Weise wird ein Übergang von 0 auf 1 Prozent viel höher bewertet, als einer von 50 auf 51 Prozent. Dies wird als Möglichkeitseffekt (engl. possibility effect) bezeichnet. Beispiel: Um das Risiko einer Katastrophe (Reaktorunfall, Amputation oder Ähnliches) von 5 auf 0 Prozent zu senken (also vollständig auszuschließen), würden Menschen sehr viel mehr investieren, als für die Absenkung von 10 auf 5 Prozent.
Beide Effekte zeigen, dass Menschen unwahrscheinlichen Ereignissen irrational viel Gewicht beimessen. Diese Erkenntnis gehört zu den Verbesserungen der Prospect Theory gegenüber der klassischen Erwartungsnutzentheorie.

## Quelle
- Daniel Kahneman (2011): Thinking, fast and slow, Allen Lane Paperback, ISBN 978-1-846-14606-0, darin Kapitel 29 "The Fourfold Pattern", S. 310–321